# Walery Tomczyński
Walery Tomczyński (zm. 20 października 1899 w Rapperswilu) – osobisty sekretarz dyktatora Mariana Langiewicza w powstaniu styczniowym, komisarz Rządu Narodowego na województwo mazowieckie od listopada 1863 roku, członek korespondent Towarzystwa Muzeum Narodowego Polskiego w Rapperswilu, adiunkt kustosza muzeum rapperswilskiego.